# Гаврисюк, Анжела Богдановна
Анжела Богдановна Гаврисюк (укр. Анжела Богданівна Гаврисюк; род. 4 января 1998 года) — украинская парадзюдоистка. Бронзовая призёрка Паралимпийских игр 2024 года.

## Биография
5 сентября 2024 года приняла участие на летних Паралимпийских играх 2024 в Париже в весовой категории до 57 кг (класс J1). В четвертьфинале победила казахстанку Альфию Тлеккабыл, в полуфинале уступила американке Марие Лиане Мутиа. В матче за третье место победила узбекскую спортсменку Улжон Амриеву и завоевала «бронзу» Паралимпиады-2024.

## Спортивные результаты
| Год  | Турнир                          | Место проведения | Категория    | Место |
| ---- | ------------------------------- | ---------------- | ------------ | ----- |
| 2022 | Чемпионат мира                  | Баку             | до 57 кг, J1 | 3     |
| 2022 | Чемпионат Европы                | Кальяри          | до 57 кг, J1 | 1     |
| 2023 | Чемпионат Европы                | Роттердам        | до 57 кг, J1 | 2     |
| 2024 | Летние Паралимпийские игры 2024 | Париж            | до 57 кг, J1 | 3     |
| 2025 | Чемпионат мира                  | Астана           | до 60 кг, J1 | 3     |

## Награды
- Орден княгини Ольги ІІІ степени (18 сентября 2024 года)[2]